# ルキウス・アウレリウス・オレステス (紀元前126年の執政官)

ルキウス・アウレリウス・オレステス（Lucius Aurelius Orestes）はプレブス（平民）出身の共和政ローマの政治家・軍人。紀元前126年に執政官（コンスル）を務めた。サルディニアの反乱を鎮圧した。

## 出自
オレステスが属するアウレリウス氏族が勃興したのは比較的遅く、紀元前3世紀の半ばになって重要な公職につくようになった（氏族で最初に執政官になったのは、紀元前252年のガイウス・アウレリウス・コッタ）。従って、紀元前2世紀にはすでに十分な財力と影響力を有していたものの、いわゆるノビレス（新貴族）とみなされていた。凱旋式のファスティによれば父も祖父もプラエノーメン（第一名、個人名）はルキウスである。このため、オレステスは紀元前157年の執政官ルキウス・アウレリウス・オレステスの息子であると考えられる。

## 経歴
オレステスの初期の経歴は不明である。しかし、ウィッリウス法（en）の規定と執政官に就任したときから逆算して、遅くとも紀元前129年には法務官（プラエトル）に就任していたはずである。紀元前126年に執政官に就任、同僚はパトリキ（貴族）出身のマルクス・アエミリウス・レピドゥスであった。
当時サルディニアでは反乱が発生しており、この鎮圧のためにオレステスが派遣された。彼の部下には財務官（クァエストル）を務めていた若きガイウス・グラックス（グラックス弟）と、マルクス・アエミリウス・スカウルスがいた。両者共にサルディニアからその政歴を開始したことになる。ローマ軍は冬季衣服が不足しており、このため冬季に大変な困難に陥いる可能性があった。サルディニア都市はローマ軍への衣服提供を拒否したが、これは元老院の承認を得ての高位であった。このときに、グラックスはサルディニア中を歩き回って支援を求め、この困難を救っている。ヌミディア王ミキプサも独自の判断でローマ軍に穀物を提供しているが、これもグラックスに敬意を払ってのことだった。その後、元老院はグラックスの人気に懸念を抱き、サルディニア遠征軍を交代させることとした。しかし、オレステスは前執政官（プロコンスル）としてその後も数年間サルディニアに留まったが、グラックスはローマへ戻った。オレステスは紀元前122年にようやくローマに戻り、凱旋式を実施している。オレステスのその後に関しては不明である。
キケロはオレステスが弁論家として尊敬されていたと書いている。にもかかわらず、スキピオ・アエミリアヌスとガイウス・ラエリウス・サピエンスの時代には、彼の名前は「著名でない弁論家」にリストされている程度である。彼の演説の原文は、キケロが『ブルトゥス』を著述した紀元前46年までは保存されていた。

## 子孫
同名の息子ルキウス・アウレリウス・オレステスは、紀元前103年に執政官を務めている。

## 小説
オレステスはミリィ・イェジエルスキーの小説『グラックス兄弟』の主要な登場人物の一人である。

## 参考資料

### 古代の資料
- セクストゥス・アウレリウス・ウィクトル『著名な人々について』
- ティトゥス・リウィウス『ローマ建国史』
- プルタルコス『対比列伝』
- マルクス・トゥッリウス・キケロ『ブルトゥス』
- 凱旋式のファスティ

### 現代の研究書
- Egorov A. "Julius Caesar. Political biography" - St. Petersburg. : Nestor-History, 2014. - 548 p. - ISBN 978-5-4469-0389-4 .
- Clebs E. "Aurelius 180" // RE. - 1896. - T. II, 2 . - P. 2515 .
- Clebs E. "Aurelius 181" // RE. - 1896. - T. II, 2 . - P. 2515 .
- Broughton T. "Magistrates of the Roman Republic" - New York, 1951. - Vol. I. - P. 600.